# Parrocchie della diocesi della Spezia-Sarzana-Brugnato

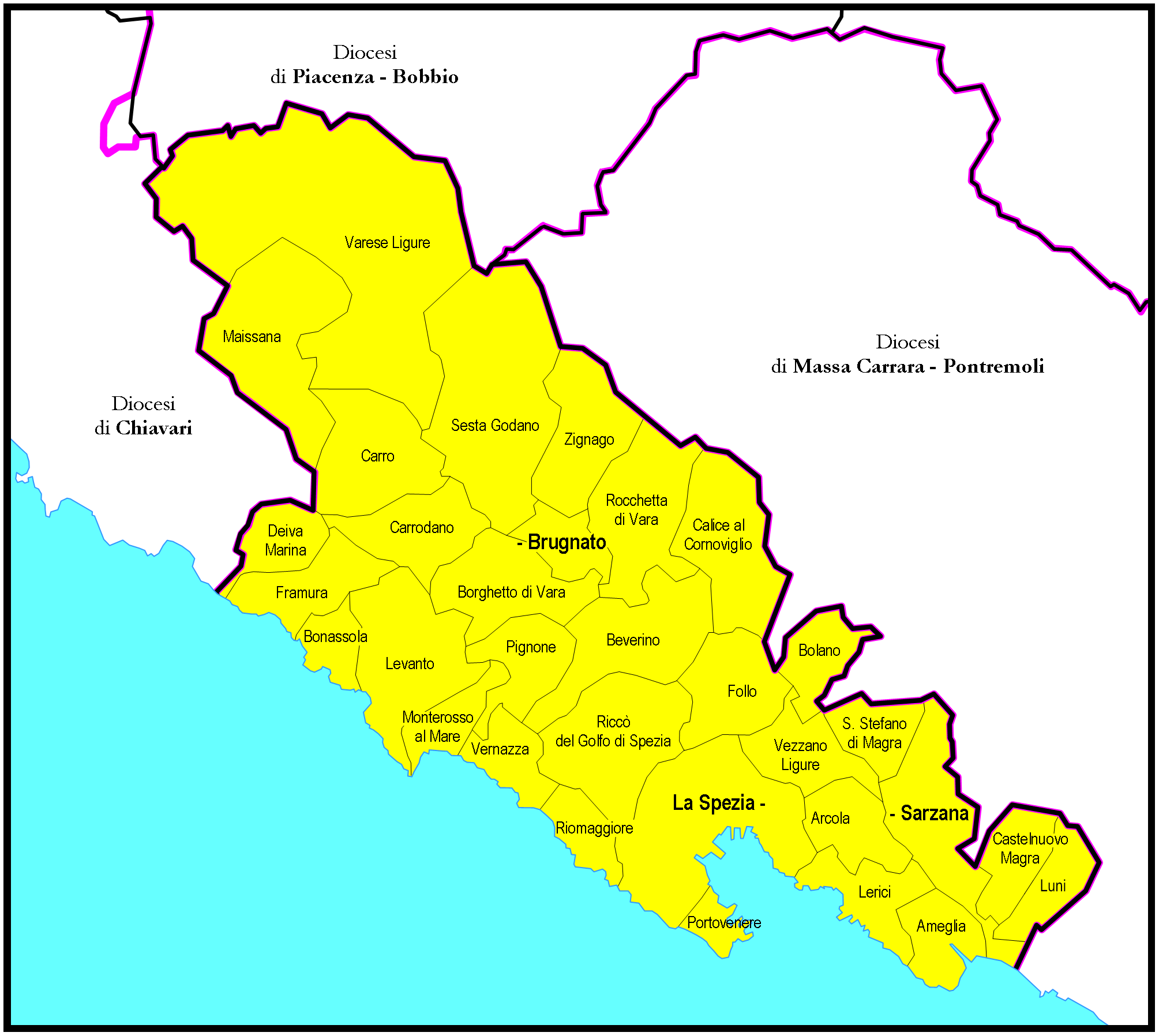
Il territorio della diocesi

Le parrocchie della diocesi della Spezia-Sarzana-Brugnato sono 186.

## Zone e Vicariati
La diocesi è organizzata in 4 zone pastorali e 11 vicariati foranei. 

### Zona Golfo

#### Vicariato della Spezia I
| Parrocchia                           | Patrono                                 | Comune      | Frazione/Quartiere |
| ------------------------------------ | --------------------------------------- | ----------- | ------------------ |
| La Spezia - Cattedrale               | Cristo Re                               | La Spezia   | centro             |
| La Spezia - Carmine                  | Beata Vergine del Carmine               | La Spezia   | Rebocco            |
| La Spezia - N. S. della Neve         | Nostra Signora della Neve               | La Spezia   | centro             |
| La Spezia - N. S. della Salute       | Beata Vergine della Salute              | La Spezia   | Umberto I          |
| La Spezia - San Bernardo             | San Bernardo Abate                      | La Spezia   | Chiappa            |
| La Spezia - San Francesco            | San Francesco d'Assisi                  | La Spezia   | Gaggiola           |
| La Spezia - San Michele Arcangelo    | San Michele Arcangelo                   | La Spezia   | Pegazzano          |
| La Spezia - San Pio X                | San Pio X                               | La Spezia   | centro             |
| La Spezia - Santa Maria Assunta      | Santa Maria Assunta                     | La Spezia   | centro             |
| La Spezia - Santa Rita               | Santa Rita da Cascia                    | La Spezia   | Vicci              |
| La Spezia - Sacra Famiglia           | Sacra Famiglia                          | La Spezia   | centro             |
| La Spezia - Sacro Cuore di Gesù      | Sacro Cuore di Gesù                     | La Spezia   | centro             |
| La Spezia - SS. Giovanni ed Agostino | Santi Giovanni e Agostino               | La Spezia   | Torretto           |
| Biassa                               | San Martino Vescovo                     | La Spezia   | Biassa             |
| Cadimare                             | Nostra Signora del Pianto               | La Spezia   | Cadimare           |
| Campiglia                            | Santa Caterina Vergine e Martire        | La Spezia   | Campiglia          |
| Fabiano Alto                         | Sant'Andrea Apostolo                    | La Spezia   | Fabiano Alto       |
| Fabiano Basso                        | Sant'Antonio Gianelli                   | La Spezia   | Fabiano Basso      |
| Fezzano                              | San Giovanni Battista                   | Portovenere | Fezzano            |
| Le Grazie                            | Nostra Signora delle Grazie             | Portovenere | Grazie             |
| Marinasco                            | Santo Stefano Protomartire              | La Spezia   | Marinasco          |
| Marola                               | San Vito                                | La Spezia   | Marola             |
| Portovenere                          | Santi Lorenzo Martire e Pietro Apostolo | Portovenere | Portovenere        |

#### Vicariato della Spezia II
| Parrocchia                      | Patrono                                            | Comune    | Frazione/Quartiere |
| ------------------------------- | -------------------------------------------------- | --------- | ------------------ |
| Migliarina                      | San Giovanni Battista                              | La Spezia | Migliarina         |
| Bragarina                       | San Paolo Apostolo                                 | La Spezia | Bragarina          |
| Castelletto                     | Santa Maria Ausiliatrice                           | La Spezia | Castelletto        |
| Favaro                          | Cuore Immacolato di Maria                          | La Spezia | Favaro             |
| Isola                           | San Giacomo Apostolo                               | La Spezia | Isola              |
| La Spezia - Sant'Anna           | Sant'Anna                                          | La Spezia | Isola              |
| La Spezia - Santa Maria Goretti | Santa Maria Goretti                                | La Spezia | centro             |
| Limone                          | Santa Teresa del Bambin Gesù                       | La Spezia | Limone             |
| Mazzeta                         | San Pietro Apostolo                                | La Spezia | Mazzeta            |
| Muggiano                        | Sant'Anna                                          | La Spezia | Muggiano           |
| Pagliari                        | Santi Barbara e Nicola di Flüe                     | La Spezia | Pagliari           |
| Pitelli                         | San Bartolomeo Apostolo                            | La Spezia | Pitelli            |
| Ruffino                         | Santa Caterina da Siena                            | La Spezia | Ruffino            |
| San Cipriano                    | Santi Andrea Apostolo e Cipriano Vescovo e Martire | La Spezia | San Cipriano       |
| San Venerio                     | Santi Rocco e Venerio                              | La Spezia | San Venerio        |
| Termo                           | San Giuseppe                                       | La Spezia | Termo              |
| Valdellora                      | Stella Maris                                       | La Spezia | Valdellora         |

### Zona Val di Magra

#### Vicariato di Sarzana
| Parrocchia                       | Patrono                    | Comune                 | Frazione/Quartiere |
| -------------------------------- | -------------------------- | ---------------------- | ------------------ |
| Sarzana - concattedrale          | Santa Maria Assunta        | Sarzana                | centro             |
| Sarzana - San Francesco d'Assisi | San Francesco d'Assisi     | Sarzana                | centro             |
| Sarzana - San Venanzio           | San Venanzio               | Sarzana                | centro             |
| Sarzana - Santa Caterina         | Santa Caterina             | Sarzana                | centro             |
| Sarzana - Carmine                | Nostra Signora del Carmine | Sarzana                | centro             |
| Falcinello                       | Santi Fabiano e Sebastiano | Sarzana                | Falcinello         |
| Marinella                        | Sant'Eutichiano            | Sarzana                | Marinella          |
| Ponzano Basso                    | San Bartolomeo Apostolo    | Santo Stefano di Magra | Ponzano Basso      |
| Ponzano San Carlo                | San Carlo Borromeo         | Santo Stefano di Magra | Ponzano San Carlo  |
| Ponzano Superiore                | San Michele Arcangelo      | Santo Stefano di Magra | Ponzano Superiore  |
| Sarzanello                       | San Martino Vescovo        | Sarzana                | Sarzanello         |
| San Lazzaro                      | San Lazzaro                | Sarzana                | San Lazzaro        |
| Santo Stefano di Magra           | Santo Stefano Protomartire | Santo Stefano di Magra | centro             |

#### Vicariato della Bassa Val di Magra
| Parrocchia                  | Patrono                                     | Comune            | Frazione/Quartiere |
| --------------------------- | ------------------------------------------- | ----------------- | ------------------ |
| Castelnuovo Magra           | Santa Maria Maddalena                       | Castelnuovo Magra | centro             |
| Ortonovo                    | Santi Martino e Lorenzo                     | Luni              | Ortonovo           |
| Casano - Annunziata         | Santissima Annunziata e San Martino Vescovo | Luni              | Casano             |
| Casano - San Giuseppe       | San Giuseppe                                | Luni              | Casano             |
| Luni Mare                   | San Pietro Apostolo                         | Luni              | Luni Mare          |
| Luni - Preziosissimo Sangue | Preziosissimo Sangue di Gesù Cristo         | Luni              | Dogana             |
| Molicciara                  | Sacro Cuore di Gesù                         | Castelnuovo Magra | Molicciara         |
| Nicola                      | Santi Filippo e Giacomo                     | Luni              | Nicola             |

#### Vicariato della Media Val di Magra
| Parrocchia          | Patrono                                                   | Comune  | Frazione/Quartiere |
| ------------------- | --------------------------------------------------------- | ------- | ------------------ |
| Arcola - San Nicolò | San Nicolò Vescovo                                        | Arcola  | centro             |
| Arcola - San Rocco  | San Rocco                                                 | Arcola  | Ponte              |
| Arcola - Santuario  | Santa Maria degli Angeli                                  | Arcola  | centro             |
| Ameglia             | San Vincenzo Martire                                      | Ameglia | centro             |
| Baccano             | Santi Stefano Protomartire e Margherita Vergine e Martire | Arcola  | Baccano            |
| Bocca di Magra      | Sant'Andrea Apostolo                                      | Ameglia | Bocca di Magra     |
| Cerri               | Sant'Anna                                                 | Arcola  | Cerri              |
| Fiumaretta          | Sant'Isidoro Agricola                                     | Ameglia | Fiumaretta         |
| La Serra            | San Giovanni Battista e Decollato                         | Lerici  | La Serra           |
| Lerici              | San Francesco d'Assisi                                    | Lerici  | centro             |
| Montemarcello       | San Pietro Apostolo                                       | Ameglia | Montemarcello      |
| Pozzuolo Ligure     | San Pietro Apostolo                                       | Lerici  | Pozzuolo           |
| Pugliola            | Santa Lucia Vergine e Martire                             | Lerici  | Pugliola           |
| Romito Magra        | Immacolata Concezione                                     | Arcola  | Romito Magra       |
| San Terenzo al Mare | Natività di Maria Vergine                                 | Lerici  | San Terenzo        |
| Tellaro             | San Giorgio Martire                                       | Lerici  | Tellaro            |
| Trebiano Magra      | San Michele Arcangelo                                     | Arcola  | Trebiano Magra     |

#### Vicariato dell'Alta Val di Magra
| Parrocchia            | Patrono                           | Comune                | Frazione/Quartiere |
| --------------------- | --------------------------------- | --------------------- | ------------------ |
| Vezzano Inferiore     | Santa Maria Assunta               | Vezzano Ligure        | Vezzano Inferiore  |
| Bastremoli            | San Martino Vescovo               | Follo                 | Bastremoli         |
| Bolano                | Santa Maria Assunta               | Bolano                | centro             |
| Bottagna              | San Michele Arcangelo             | Vezzano Ligure        | Bottagna           |
| Calice al Corniviglio | Santa Maria Lauretana             | Calice al Cornoviglio | Castello           |
| Carnea                | Santa Maria Assunta               | Follo                 | Carnea             |
| Ceparana              | Santissima Annunziata             | Bolano                | Ceparana           |
| Follo Alto            | San Leonardo Abate                | Follo                 | Follo Alto         |
| Follo Piano           | San Martino Vescovo               | Follo                 | Piano di Follo     |
| Madrignano            | Santi Margherita e Nicolò Vescovo | Calice al Cornoviglio | Madrignano         |
| Montebello di Mezzo   | Santa Croce                       | Bolano                | Montebello         |
| Piana Battolla        | Santa Maria Ausiliatrice          | Follo                 | Piana Battolla     |
| Santa Maria di Calice | Santa Maria Assunta               | Calice al Cornoviglio | Santa Maria        |
| Sorbolo               | San Lorenzo Martire               | Follo                 | Sorbolo            |
| Tivegna               | San Lorenzo Martire               | Follo                 | Tivegna            |
| Valeriano Lunense     | Sant'Apollinare Vescovo e Martire | Vezzano Ligure        | Valeriano Lunense  |
| Vezzano Prati         | Santa Maria del Molinello         | Vezzano Ligure        | Prati              |
| Vezzano Superiore     | Nostra Signora del Soccorso       | Vezzano Ligure        | Vezzano Superiore  |

### Zona Val di Vara

#### Vicariato di Brugnato
| Parrocchia        | Patrono                                                  | Comune            | Frazione/Quartiere |
| ----------------- | -------------------------------------------------------- | ----------------- | ------------------ |
| Brugnato          | Santi Pietro Apostolo, Lorenzo Martire e Colombano Abate | Brugnato          | centro             |
| Beverone          | San Giovanni Battista Decollato                          | Rocchetta di Vara | Beverone           |
| Borghetto di Vara | San Carlo Borromeo                                       | Borghetto di Vara | centro             |
| Bozzolo           | Sant'Antonio Abate                                       | Brugnato          | Bozzolo            |
| Cassana           | San Michele Arcangelo                                    | Borghetto di Vara | Cassana            |
| Cornice           | San Colombano                                            | Sesta Godano      | Cornice            |
| Garbugliaga       | Sant'Anna                                                | Rocchetta di Vara | Garbugliaga        |
| L'Ago             | Sant'Andrea Apostolo                                     | Borghetto di Vara | L'Ago              |
| Pogliasca         | San Maurizio                                             | Borghetto di Vara | Pogliasca          |
| Ripalta           | San Nicola di Bari                                       | Borghetto di Vara | Ripalta            |
| Rocchetta di Vara | Santa Giustina                                           | Rocchetta di Vara | centro             |
| Sasseta           | Presentazione di Maria                                   | Zignago           | Sasseta            |
| Serò              | San Martino Vescovo                                      | Zignago           | Serò               |
| Stadomelli        | San Giovanni Battista                                    | Rocchetta di Vara | Stadomelli         |
| Suvero            | San Giovanni Battista                                    | Rocchetta di Vara | Suvero             |
| Torpiana          | San Martino Vescovo                                      | Zignago           | Torpiana           |
| Veppo             | San Michele Arcangelo                                    | Rocchetta di Vara | Veppo              |
| Zignago           | San Pietro Apostolo                                      | Zignago           | Pieve              |

#### Vicariato della Bassa Val di Vara
| Parrocchia                | Patrono                                 | Comune                    | Frazione/Quartiere |
| ------------------------- | --------------------------------------- | ------------------------- | ------------------ |
| Riccò del Golfo di Spezia | Santa Croce                             | Riccò del Golfo di Spezia | centro             |
| Beverino                  | Santa Croce                             | Beverino                  | Castello           |
| Bracelli                  | Santi Maurizio e Maria Assunta          | Beverino                  | Bracelli           |
| Carpena                   | San Nicolò Vescovo                      | Riccò del Golfo di Spezia | Carpena            |
| Casale                    | San Martino Vescovo                     | Pignone                   | Casale             |
| Castiglione Vara          | San Remigio                             | Beverino                  | Castiglione Vara   |
| Cavanella Vara            | San Martino Vescovo                     | Beverino                  | Cavanella Vara     |
| Corvara                   | San Michele Arcangelo                   | Beverino                  | Corvara            |
| Padivarma                 | San Lorenzo Martire                     | Beverino                  | Padivarma          |
| Pignone                   | Santa Maria Assunta                     | Pignone                   | centro             |
| Polverara                 | San Nicolò Vescovo                      | Riccò del Golfo di Spezia | Polverara          |
| Ponzò                     | San Cristoforo                          | Riccò del Golfo di Spezia | Ponzò              |
| Quaratica                 | Nostra Signora delle Grazie e San Rocco | Riccò del Golfo di Spezia | Quaratica          |
| San Benedetto             | San Benedetto Abate                     | Riccò del Golfo di Spezia | San Benedetto      |
| Valdipino                 | San Giovanni Battista                   | Riccò del Golfo di Spezia | Valdipino          |

#### Vicariato della Media Val di Vara
| Parrocchia          | Patrono                                     | Comune       | Frazione/Quartiere  |
| ------------------- | ------------------------------------------- | ------------ | ------------------- |
| Sesta Godano        | Santa Maria Assunta e san Marco Evangelista | Sesta Godano | centro              |
| Antessio            | San Lorenzo Martire                         | Sesta Godano | Antessio            |
| Bergassana          | Sant'Andrea Apostolo                        | Sesta Godano | Bergassana          |
| Carro               | San Lorenzo Martire                         | Carro        | centro              |
| Carrodano Inferiore | Santa Felicita                              | Carrodano    | Carrodano Inferiore |
| Carrodano Superiore | San Bartolomeo Apostolo                     | Carrodano    | Carrodano Superiore |
| Castello di Carro   | San Giorgio Martire                         | Carro        | Castello            |
| Chiusola            | San Michele Arcangelo                       | Sesta Godano | Chiusola            |
| Groppo              | San Siro Vescovo                            | Sesta Godano | Groppo              |
| Mattarana           | San Giovanni Battista                       | Carrodano    | Mattarana           |
| Pignona             | Santa Croce                                 | Sesta Godano | Pignona             |
| Rio                 | Santa Giustina                              | Sesta Godano | Rio                 |
| Santa Maria         | Santa Maria Assunta                         | Sesta Godano | Santa Maria         |
| Scogna              | San Cristoforo                              | Sesta Godano | Scogna              |
| Ziona               | Santo Nome di Maria                         | Carro        | Ziona               |

#### Vicariato dell'Alta Val di Vara
| Parrocchia              | Patrono                        | Comune        | Frazione/Quartiere      |
| ----------------------- | ------------------------------ | ------------- | ----------------------- |
| Varese Ligure           | San Giovanni Battista          | Varese Ligure | centro                  |
| Buto                    | San Pietro Apostolo            | Varese Ligure | Buto                    |
| Campore                 | San Lorenzo Martire            | Maissana      | Campore                 |
| Caranza                 | San Lorenzo Martire            | Varese Ligure | Caranza                 |
| Cassego                 | San Bartolomeo Apostolo        | Varese Ligure | Cassego                 |
| Cembrano                | San Martino Vescovo            | Maissana      | Cembrano                |
| Chiama                  | San Bartolomeo Apostolo        | Maissana      | Chiama                  |
| Codivara                | Santa Maria Assunta            | Varese Ligure | Codivara                |
| Comuneglia              | San Pietro Apostolo            | Varese Ligure | Comuneglia              |
| Costola                 | San Vincenzo Diacono e Martire | Varese Ligure | Costola                 |
| Maissana                | San Bartolomeo Apostolo        | Maissana      | centro                  |
| Montale                 | San Martino Vescovo            | Varese Ligure | Montale                 |
| Ossegna                 | San Michele Arcangelo          | Maissana      | Ossegna                 |
| Salino                  | Sant'Andrea Apostolo           | Varese Ligure | Salino                  |
| San Pietro Vara         | San Pietro Apostolo            | Varese Ligure | San Pietro Vara         |
| Santa Maria di Lagorara | Santa Maria Assunta            | Maissana      | Santa Maria di Lagorara |
| Scurtabò                | San Lorenzo Martire            | Varese Ligure | Scurtabò                |
| Taglieto                | San Bernardo Abate             | Varese Ligure | Taglieto                |
| Teviggio                | San Rocco                      | Varese Ligure | Teviggio                |
| Valletti                | Sant'Anna                      | Varese Ligure | Valletti                |

### Zona Riviera

#### Vicariato della Riviera
| Parrocchia                    | Patrono                            | Comune             | Frazione/Quartiere |
| ----------------------------- | ---------------------------------- | ------------------ | ------------------ |
| Levanto - duomo               | Sant'Andrea Apostolo               | Levanto            | centro             |
| Levanto - N. S. della Guardia | Nostra Signora della Guardia       | Levanto            | centro             |
| Bonassola                     | Santa Caterina Vergine e Martire   | Bonassola          | centro             |
| Castagnola                    | San Lorenzo Martire                | Framura            | Castagnola         |
| Chiesa Nuova                  | San Nicolò Vescovo                 | Levanto            | Chiesa Nuova       |
| Corniglia                     | San Pietro Apostolo                | Vernazza           | Corniglia          |
| Deiva Marina                  | Sant'Antonio Abate                 | Deiva Marina       | centro             |
| Fontona                       | San Michele Arcangelo              | Levanto            | Fontona            |
| Framura                       | San Martino Vescovo                | Framura            | Costa              |
| Lavaggiorosso                 | San Sebastiano                     | Levanto            | Lavaggiorosso      |
| Legnaro                       | San Pietro Apostolo                | Levanto            | Legnaro            |
| Manarola                      | San Lorenzo Martire                | Riomaggiore        | Manarola           |
| Mezzema                       | San Michele Arcangelo              | Deiva Marina       | Mezzema            |
| Montaretto                    | San Pietro Apostolo                | Bonassola          | Montaretto         |
| Montale                       | San Siro                           | Levanto            | Montale            |
| Monterosso al Mare            | San Giovanni Battista              | Monterosso al Mare | centro             |
| Piazza                        | Sante Maria Assunta ed Anna        | Deiva Marina       | Piazza             |
| Riomaggiore                   | San Giovanni Battista              | Riomaggiore        | centro             |
| Soviore                       | Nostra Signora di Soviore          | Monterosso al Mare | Soviore            |
| Vernazza                      | Santa Margherita Vergine e Martire | Vernazza           | centro             |
| Volastra                      | Nostra Signora della Salute        | Riomaggiore        | Volastra           |